# Myzostoma rotundum
Myzostoma rotundum is een ringworm uit de familie Myzostomatidae.
Myzostoma rotundum werd in 1883 voor het eerst wetenschappelijk beschreven door Graff.